# Ilurbeda
Ilurbeda es una divinidad de origen vetón bien conocida, extendida por la Lusitania romana, con registros epigráficos hallados en Cáceres (San Martín de Trevejo (Olivares, 2007)), Ávila (dos aras encontradas en la iglesia parroquial de Nuestra Señora de la Asunción de Narros del Puerto), Salamanca (Segoyuela de los Cornejos (AE, 1985), Martiago (Hernández-Guerra, 2001) y La Alberca (HEp, 2000)), Coímbra (dos testimonios en Covas dos Ladrões, Góis) (García, 1991) y Sintra (Faião, Terrugen) (García, 1991). 
Los recientes hallazgos abulenses (Rodríguez-Almeida, 2003)(Hernando y Gamallo, 2004) no sólo refuerzan la presencia de Ilurbeda en el ámbito vetón, sino que amplían notablemente su ámbito de dispersión, constituyendo los testimonios más orientales de un culto cuyo centro originario se venía situando en territorio salmantino, y por tanto, confirmando el carácter supra-regional de esta deidad. Sin embargo, desde el punto de vista lingüístico-etimológico, los dos elementos en los que tradicionalmente se viene descomponiendo el teónimo (Ilur-, -beda), parecen situar el origen de la divinidad lejos del territorio vetón, pues se han explicado a través del vasco, el aquitano, el ibérico o el protocéltico, remitiendo, en consecuencia al sector Noreste de la península ibérica. Las raíces ili, ilur son frecuentes en la toponimia ibérica: Ilduro, Ilerda, Ilici, Iliturgis, Ilucia, Iliberris etc. Ptolomeo cita entre las ciudades de los carpetanos Ilurbida . Entre los vascones se constata el teónimo Ilurberrixo/Ilurberrixoni "espino nuevo". 
La inscripción  de Segoyuela de los Cornejos:
- ILVRBEDA/SACRUM/Q(uintus) MINEIV(s)/FACUNDUS/V(otum) S(oluit) L(ibens) A(nimo), está dedicada a la deidad por Quintus Mineius Facundus. (Solana Sáinz y Hernández Guerra, 2000).

Las inscripciones de  Narros del Puerto sobre Ilurbeda: 
- [I]LVRBE/[D]A(e) · ATT+/+ · V(otum) · S(olvit): (Att[---] cumplió el voto a Ilurbeda);

- REBV[RRVS] / BEDAC(iqum) · L(aribus) · V(ialibus) / [I]LVRBEDA/[E] · V(otum) · S(olvit) · L(ibens) / M(erito): (Reburro, de los Bedácicos, cumplió de buen grado el voto (ofrecido) a los Lares Viales y a Ilurbeda). (Hernando y Gamallo, 2004)

Del análisis de la dispersión geográfica de las epigrafías encontradas, (Hernando, 2005) pone de manifiesto dos hechos: primero, que todos los testimonios han aparecido en un mismo contexto, la montaña, en las sierras que de este a oeste conforman el Sistema Central; segundo, que en buena parte están especialmente bien emplazados desde el punto de vista de las comunicaciones, cerca de los pasos que permiten franquear sus respectivas montañas. Por ello, Ilurbeda podría explicarse, siempre según Hernando, bien como una divinidad relacionada con la montaña, entendida ésta en sentido amplio, bien como una divinidad relacionada de modo específico con los pasos o caminos de montaña, una divinidad a la que se invocaría para asegurar el tránsito de personas y ganados por un paso o puerto difícil.